# Boudewijn de Groot
Frank Boudewijn de Groot (Batavia, 20 mei 1944) is een Nederlands zanger, songwriter, muziekproducent en acteur.

## Biografie

### Vroege jeugd
De Groot werd op 20 mei 1944 geboren in een Japans interneringskamp in Batavia (tegenwoordig Jakarta, Indonesië), voormalig Nederlands-Indië. Zijn moeder, Sophie Elisabeth Saueressig, overleed in juni 1945 in het Japanse interneringskamp Tjideng. Na de oorlog, in 1946, keerde de rest van het gezin terug naar Nederland, waar de kinderen, Boudewijn, zijn broer en zijn zus, in verschillende gezinnen werden ondergebracht, zodat zijn vader kon terugkeren naar Indië. Zo kwam De Groot terecht in het gezin van een tante in Haarlem.
In 1951 keerde De Groots vader voorgoed terug uit Indië, waarna hij in Nederland hertrouwde. Het gezin werd herenigd in 1952 en vestigde zich in de César Francklaan te Heemstede. Hier maakte De Groot kennis met Lennaert Nijgh, die in dezelfde straat kwam wonen en vriendschap sloot met zijn jongere stiefbroer Dirk. Beiden zaten ook op de Crayenesterschool, maar veel contact hadden de twee niet, daar De Groot een klas hoger zat dan Nijgh.
Na de lagere school ging De Groot naar de HBS op het Coornhert Lyceum in Haarlem. Hij had ondertussen gitaar leren spelen en maakte op school indruk met liedjes van Jaap Fischer en Jacques Brel. In de vriendengroep, die hij opbouwde op het lyceum, dook ook Nijgh weer op, die weliswaar op een andere school zat, maar voornamelijk optrok met leerlingen van het Coornhert Lyceum.
De Groot en Nijgh waren beiden geïnteresseerd in film en samen maakten zij in hun examenjaar, 1962, met enkele andere vrienden, een 8mm-filmpje getiteld Feestje bouwen, waarin Boudewijn onder andere een tweetal liedjes ten gehore bracht. Hierna schreven ze zich in voor de filmacademie, waar zij beiden werden toegelaten.

### De eerste opnames (1964-1966)
Tijdens een van de huisvertoningen van De Groot en Nijghs filmpje, zag nieuwslezer Ed Lautenslager de opname. Hij was met name onder de indruk van de liedjes van De Groot en spoorde deze aan meer liedjes te schrijven, die hij dan aan een relatie bij Phonogram Records zou aanbieden. De Groot nam Nijgh in de arm als tekstschrijver, waarop het duo enkele nummers schreef.
Op 14 mei 1964 toog De Groot, met zijn akoestische gitaar, naar de Phonogram Studio's in Hilversum om een aantal nummers op te nemen. De nummers Strand, Sexuele voorlichting, Élégie Prenatale en Referein voor... werden op single uitgebracht, maar bereikten de hitlijsten niet. De platen werden uitgebracht onder het Decca-label.
Hierop schreef De Groot zich in voor het talentenprogramma Nieuwe oogst. Hier kreeg hij een hoge waardering van de vakjury, die het nummer Élégie Prenatale roemde om zijn gedurfdheid, iets wat het publiek minder bleek te kunnen waarderen. Uiteindelijk ging André van Duin er met de hoofdprijs vandoor, voor zijn bandparodienummer. Als gevolg van Nieuwe oogst mocht Boudewijn verschijnen in het televisieprogramma Cabaretkroniek van Wim Ibo. De Groots eerste twee singles werden, samen met De morgen en Delirium opnieuw uitgegeven op een ep, die de titel Boudewijn de Groot meekreeg. Ook deze plaat bereikte de hitlijsten niet.
Op 9 september 1964 trouwde De Groot met Anneke Versteeg en op 27 december werd zijn eerste zoon geboren, Marcel de Groot. Om bij te verdienen nam De Groot een baantje bij De Bijenkorf in Amsterdam en presenteerde hij, onder het pseudoniem Marcel Oversteege, een jazzprogramma bij Radio Veronica.

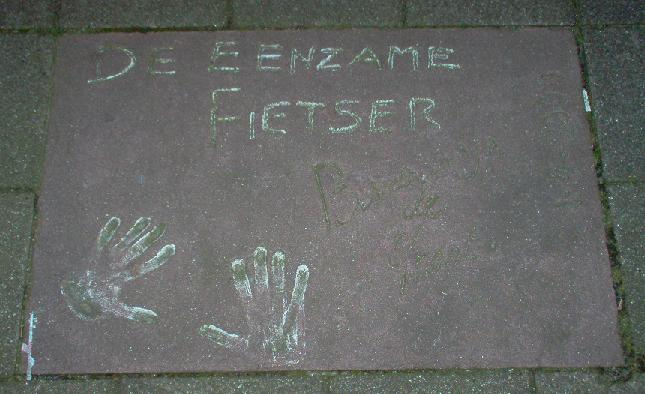
De Groots handafdrukken in de Walk of Fame te Rotterdam.

Om een doorbraak te forceren stelde producer Tony Vos voor enkele covers op te nemen. Eerst werd besloten de folktraditional Noordzee op te nemen met een strijkersarrangement. Dit leverde niet het verwachte succes op. Hierna kwam Vos op de proppen met A young girl of sixteen van Noel Harrison, dat op zijn beurt weer een beatbewerking was van Une enfant, een chanson door Charles Aznavour geschreven voor Édith Piaf. Het nummer, Een meisje van 16, bereikte begin 1966 nummer 23 van de Top 40. Op de B-kant prijkte De eeuwige soldaat, een vertaling van het protestlied Universal Soldier, van Buffy Sainte-Marie, dat bekend was geworden in de versie van Donovan. In 1965 verscheen Zo maar een soldaat wat een andere vertaling is.
Toen Een meisje van 16 aansloeg, werd besloten in allerijl een album uit te brengen. Op het album Boudewijn de Groot, dat begin 1966 verscheen, prijkten vijf nummers van de hand van Nijgh/De Groot. De overige zeven waren vertaalde covers van andere singer-songwriters, die flirtten met beatmuziek als The Kinks, Simon and Garfunkel, Bob Dylan en Donovan.
In 1966 werd het nummer Welterusten mijnheer de president op single uitgebracht. Het nummer, dat een aanklacht aan het adres van Lyndon B. Johnson was tegen de Vietnamoorlog, bereikte dat jaar de negende positie in de Top 40, waarmee De Groot zijn naam definitief vestigde.

### Eerste succesperiode (1967-1968)

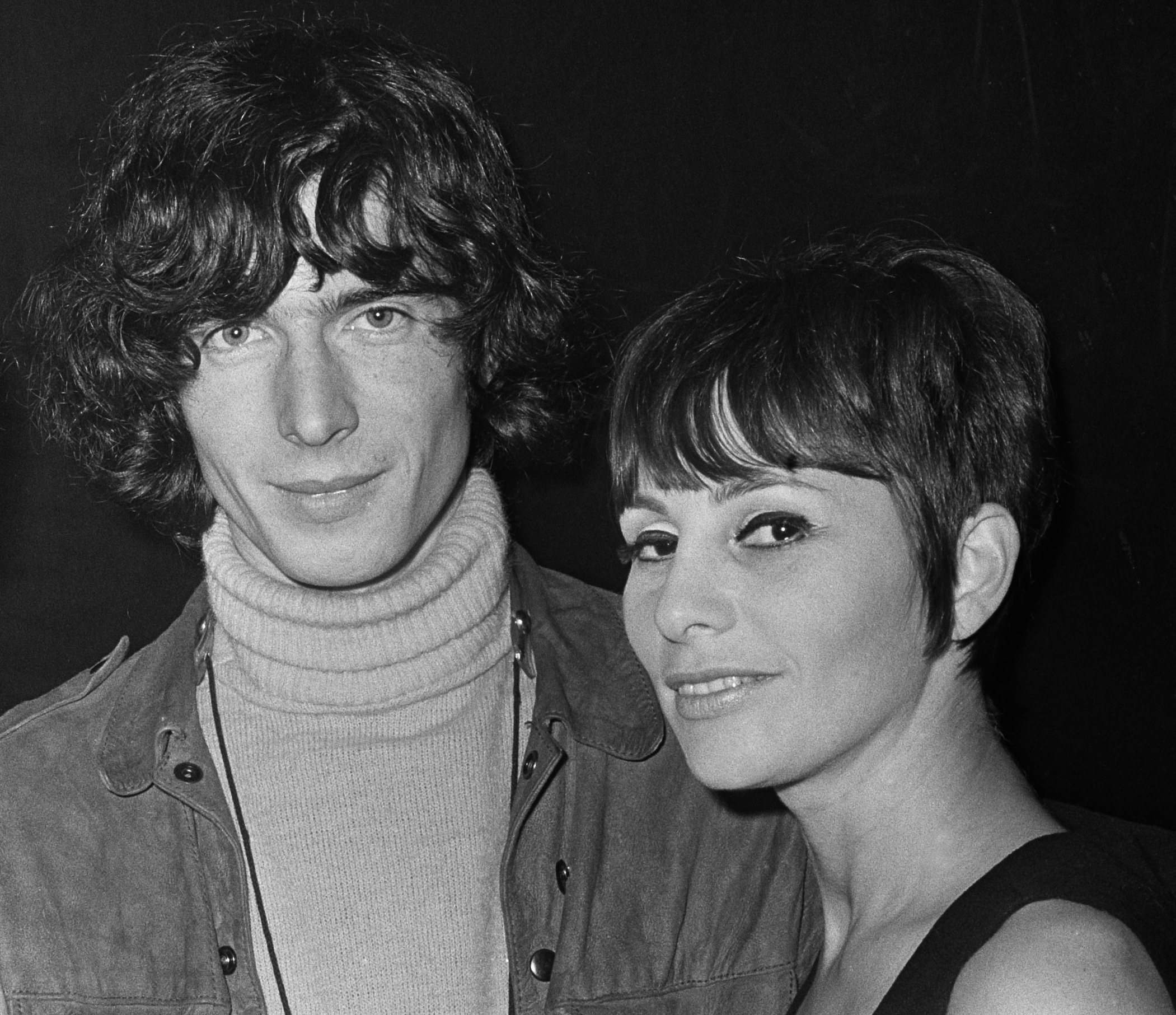
Boudewijn de Groot en Ann Burton (1966)

In 1966 werd de opvolger van Boudewijn de Groot, Voor de overlevenden, als elpee en fotoboek uitgebracht. Naast De Groot, Nijgh en Vos werd ook arrangeur Bert Paige toegevoegd aan het team. Op de plaat schreef Nijgh zijn jeugdjaren van zich af, met nummers als Voor de overlevenden, Testament en Verdronken vlinder en schreef hij een cyclus liefdesliedjes voor een zekere Joke. De elpee kreeg een gouden en een platina plaat toegewezen en werd bekroond met een Edison.
Als eerste single werd Ken je dat land uitgebracht, dat in de lijn lag van de eerdere protestsingles. De single bereikte de hitlijsten echter niet. Als tweede single volgde het carnavaleske Het Land van Maas en Waal, dat in 1967 De Groots eerste en tot nog toe enige nummer 1-hit werd. Het nummer werd onder de naam The Land At Rainbow's End ook uitgebracht in Engeland (met Baldwin als artiestennaam), waar er een paar honderd van verkocht werden. Hierna bracht Decca een single uit van het nummer Onder ons, dat niet op het album terechtgekomen was.
Onder invloed van Sgt. Pepper's Lonely Hearts Club Band van The Beatles wilden Nijgh en De Groot een ultieme hippieplaat maken. Het resultaat werd Picknick, waarop geëxperimenteerd werd met psychedelische teksten en muziek. De plaat werd enthousiast ontvangen en opnieuw bekroond met een Edison en daarnaast een gouden plaat.
Als eerste single werd het titelnummer Picknick uitgebracht, als tweede single het duet Prikkebeen, dat De Groot opnam met Elly Nieman. Dit nummer bereikte begin 1968 de negende plaats van de Top 40. Hierna volgde de single Waterdrager, een nieuw nummer dat niet op het album stond, aangevuld met B-kant Als de rook om je hoofd is verdwenen.
De Groot en Nijgh begonnen ondertussen steeds vaker voor andere artiesten te schrijven, waaronder Adèle Bloemendaal en Liesbeth List.

### Een andere koers (1969-1972)
Met Picknick had De Groot de grenzen van de nederpop al een eind verlegd. Zijn nieuwe project moest dat nogmaals doen. De Groot onderbrak de samenwerking met Nijgh en zette met Lucien Duzee, een vriend van de filmacademie, een filmisch verhaal op de plaat. Daarbij werd geëxperimenteerd met synthesizers, geluidseffecten en exotische instrumenten. De Groot werkte ervoor samen met gitarist Eelco Gelling van Cuby + Blizzards. Het verhaal, dat de titel Heksensabbath kreeg, ging over een heksenbijeenkomst en greep terug op vele oude mythologische namen en begrippen.
Nacht en ontij bevatte twee nummers: Babylon en Heksensabbath. Dat laatste nummer, van ruim 25 minuten, werd in tweeën geknipt en verdeeld over beide kanten. Bij het album werd een fotoboek gevoegd. Bij de eerste persing werd ook nog een bonussingle van de rocknummers Wie kan mij nog vertellen en Aeneas nu meegeleverd, die in dezelfde sessies waren opgenomen.
Ondertussen toerde De Groot met zijn gitaar door het land, maar leek steeds meer in conflict te komen met het publiek, dat het geluid van de plaat verwachtte, in plaats van de akoestische versies van De Groot zelf. Ontevreden met het leven dat hij leidde, trok hij zich terug in een oude boerderij in Dwingeloo.
De Groot vond dat het tijd was voor een nieuwe stap in zijn carrière. Hij plande een serie afscheidsconcerten, met de beatband Names and Faces als begeleidingsband, en richtte een band op onder de naam The Tower, met de bedoeling daarmee Engelstalig materiaal op te nemen. De band bestond naast De Groot uit Eelco Gelling van Cuby + Blizzards op gitaar, Jan Hollestelle op basgitaar, Jay Baar van Q65 op drums en Herman Deinum op toetsen, die allen als sessiemuzikanten al te horen waren geweest op Nacht en ontij. Hun eerste single, In your life, bereikte begin 1969 de 20e plaats in de Top 40. Op de hoes stonden Hans Jansen (toetsen), Eelco Gelling, Jan Hollestelle, Cees Kranenburg jr. (drums) en De Groot afgebeeld.
Samen met Simon Vinkenoog schreef De Groot nog een Engelstalige single, genaamd Captain Decker. Ook die werd uitgebracht onder de naam The Tower. Dit keer bestond de band naast De Groot en Gelling uit John Schuursma en Willem Schoone uit The Rob Hoeke Rhythm & Blues Group op gitaar en basgitaar, Hans Jansen op hammondorgel en piano en Cees Kranenburg van The Jumping Jewels op drums. Deze tweede single bereikte de hitlijsten niet, waarop De Groot en Gelling hun samenwerking beëindigden.
De Groot zei het Engelstalige genre echter niet meteen vaarwel. Samen met Rick van der Linden van Ekseption begon hij een nieuw project, dat de naam Session kreeg. De single die het duo uitbracht, heette Moonstruck en had op de B-kant het nummer Ballad of a Minstrel. Het nummer kwam niet in de hitparade terecht, waarna het project weer werd ontbonden en De Groot het, samen met Lennaert Nijgh, weer eens in het Nederlands probeerde met de single Nachtwacht.
Ondertussen had Decca het 'afscheid van Boudewijn de Groot' aangegrepen om diens debuutplaat opnieuw uit te brengen onder de titel Apocalyps, plus een verzamelalbum met zijn grootste hits onder de titel Vijf jaar hits, alsook om een aantal oude nummers op single uit te geven. Zo kwam het nummer Als de rook om je hoofd is verdwenen, in 1972, na vijf jaar, alsnog op eigen kracht in de Top 40 terecht. Na Vijf jaar hits bracht de platenmaatschappij ook Dubbel, twee uit, waarmee het oeuvre van De Groot gecomplementeerd kon worden.
De Groot zelf was ondertussen steeds vaker achter de knoppen in de studio te vinden, waar Phonogram hem, in afwachting van nieuw materiaal, producer had gemaakt van onder anderen Leon de Graaff, Kraaijeveld, Oscar Benton, Breakaway, Diana Vredenberg, Mini & Maxi en Don Rosenbaum.

### Terugkeer (1973-1977)

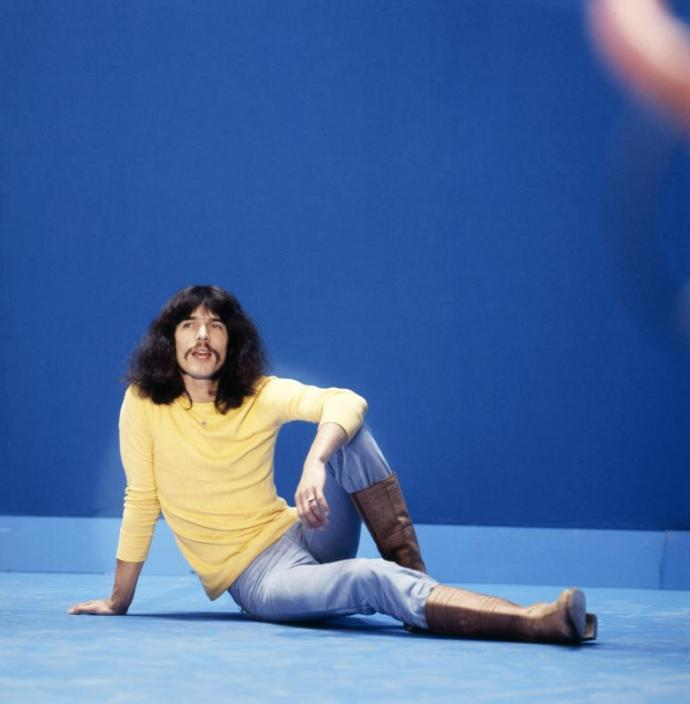
Boudewijn de Groot tijdens de show hoe sterk is de eenzame fietser van de VARA in 1973

Na een korte periode achter de productietafel, nam De Groot weer contact op met Nijgh en werden er plannen gemaakt voor een nieuwe plaat. Bert Paige en Tony Vos werden weer opgetrommeld en Ruud Engelander werd als extra tekstschrijver toegevoegd aan het team. Het resultaat kreeg de titel Hoe sterk is de eenzame fietser. De eerste single Jimmy, genoemd naar zijn jongste zoon, bereikte de zesde plaats van de Top 40, zijn opvolger Tante Julia kwam niet verder dan de tipparade. De plaat werd bekroond met een Edison, een gouden en een platina plaat. Ondertussen speelde De Groot ook gitaar in de Amsterdamse rockband Tigers On Vaseline, waarmee hij twee singles uitbracht. Phonogram bracht na het succes van de plaat een nieuw verzamelalbum uit: Boudewijn de Groot - Grootste hits.
Na de succesvolle comeback werd De Groot gevraagd om samen met Nijgh ook de carrière van Rob de Nijs uit een dal te trekken. Nijgh schreef teksten, die door De Groot op muziek werden gezet en werden gearrangeerd door Bert Paige. De Groot was vervolgens als producer verantwoordelijk voor het eindresultaat. Zo maakten zij in deze periode de plaat In de uren van de middag, met daarop de hits Jan Klaassen de trompetter en Dag zuster Ursula, maar bijvoorbeeld ook een oude versie van Boudewijns latere succesnummer Avond. Later volgden hits als Malle Babbe, Mireille en Hé, speelman.
In 1974 produceerde De Groot de eerste single van Henny Vrienten, die werd uitgebracht onder de naam Ruby Carmichael en deed hij producties voor Conny Vink en CCC Inc.. Ook nam hij een carnavalsversie op van Tante Julia samen met Nico Haak en de single Ik ben ik met een tekst van Ruud Engelander.
In 1975 gooide De Groot het weer over een andere boeg, door de productie van zijn nieuwe plaat in eigen hand te houden. Hij schreef zijn teksten met René Daalder. Het resultaat was een zeer persoonlijke plaat met kleine arrangementen, onder de titel Waar ik woon en wie ik ben, waarop De Groot onder meer zingt over zijn moeder in Nederlands-Indië en over de tol van de roem. De plaat werd gemixt in de Verenigde Staten en bevat bijdragen van Ernst Jansz en Hans Hollestelle.
Na het verschijnen van de plaat reisde De Groot opnieuw naar de Verenigde Staten, om hier enkele weken in Hollywood door te brengen en te werken aan nieuw, Engelstalig, materiaal. Na productieproblemen kwam hij met twee onvoltooide nummers terug. Na zijn terugkomst ging hij op tour door Nederland en België, met in zijn begeleidingsband onder andere Vrienten en Ernst Jansz, die later verantwoordelijk zouden worden voor de successen van Doe Maar.
Hierna stortte hij zich weer op zijn producerscarrière. Eerst kwam de elpee Kijken hoe het morgen wordt van De Nijs, waarop De Groot verantwoordelijk was voor bijna alle nummers en de teksten verzorgd werden door onder anderen Lennaert Nijgh en Ruud Engelander. Hierna richtte hij zich op de elpee Accent op Thérèse van Thérèse Steinmetz en Iemand die van je houdt van Willeke Alberti. Ook maakt hij voor het project Zing je moerstaal van de Boekenweek 1976 het nummer Kinderballade op een tekst van Gerrit Komrij.
Daarna ging hij weer terug naar de Verenigde Staten om een cursus arrangeren te volgen en bleef ditmaal ongeveer een jaar weg. In zijn afwezigheid bracht de platenmaatschappij in 1977 wederom een verzamelalbum uit onder de naam Het beste van Boudewijn de Groot.

### De Amerikaanse periode (1980-1992)
Toen hij in 1979 terugkeerde naar Nederland ondernam hij een uitgebreide tour door Nederland en België en nam vervolgens het album Van een afstand op. Op het album, dat begin 1980 verscheen, stonden weer enkele klassieke De Groot/Nijgh-nummers, zoals Tip van de sluier, dat op single werd uitgebracht en gebruikt werd in de gelijknamige film van studiegenoot Frans Bromet, maar ook teksten van Ruud Engelander, René Daalder, Herman Pieter de Boer en Ernst Jansz. Voor het nummer Zonder jou schreef Henny Vrienten de muziek. Op het laatste nummer liet De Groot zich bijstaan door zonen Marcel en Jim en op de achterkant van de hoes van de plaat is dochter Caya te zien.

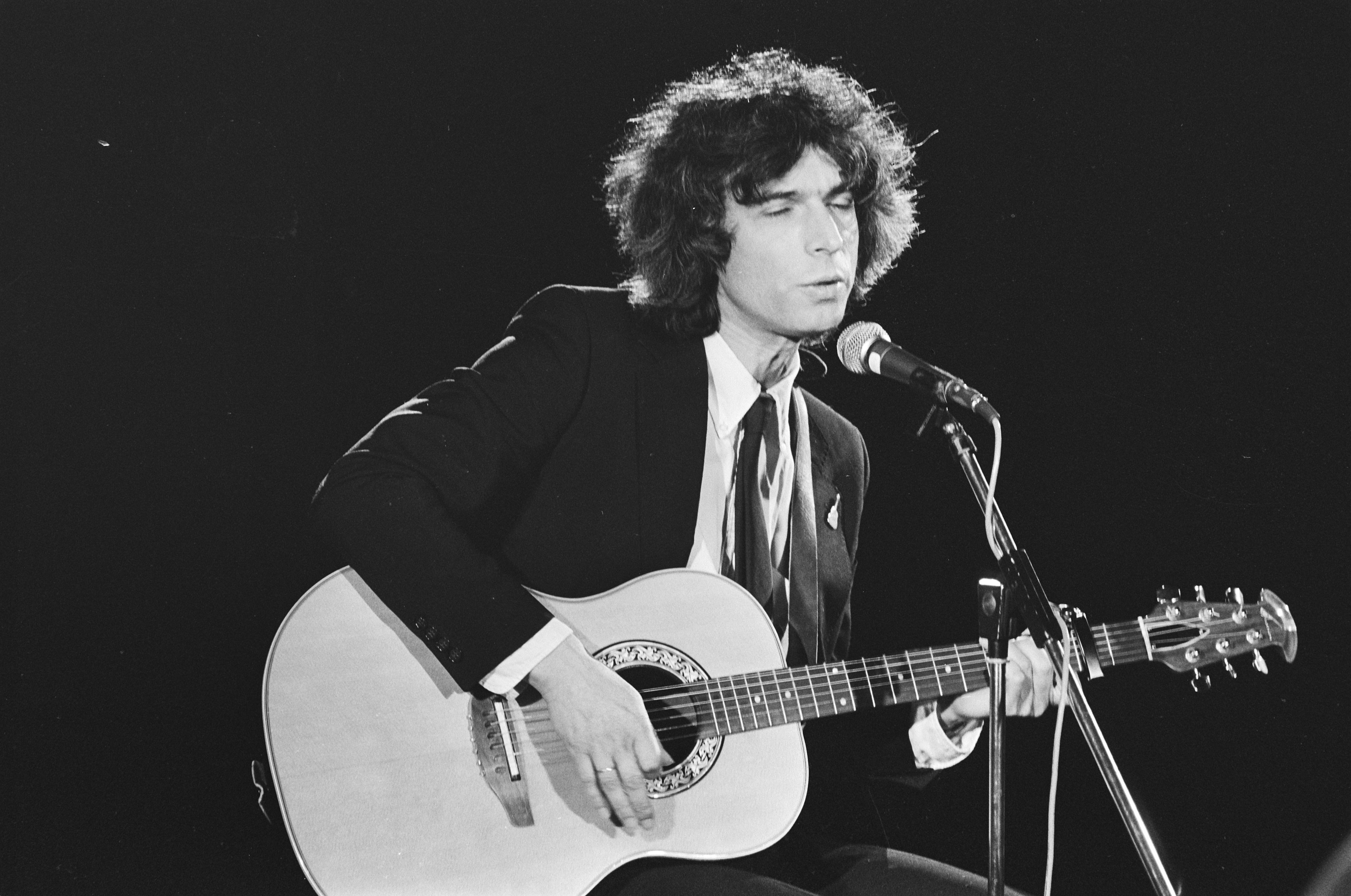
Boudewijn de Groot tijdens een optreden in 1982.

In de zomer van 1980 keerde hij opnieuw terug naar Hollywood, om de cursus arrangeren af te ronden en zich verder te bekwamen in het schrijven van filmmuziek. In 1981 kwam hij even terug om een intensieve tournee te doen door Nederland en België. Opnames van deze tournee werden op elpee uitgebracht onder de titel Concert. In 1982 keerde De Groot voorgoed terug uit de Verenigde Staten.
Een nieuwe uitdaging lonkte toen hij door Phonogram Duitsland gevraagd werd een Duitstalige elpee op te nemen. Tien vertaalde versies van nummers die De Groot eerder opnam voor zijn albums Hoe sterk is de eenzame fietser en Van een afstand werden opnieuw gearrangeerd en in het Duits opgenomen onder de titel Bo de Groot. De verwachtingen waren hoog gespannen, maar na slechte promotie van Phonogram in Duitsland stierf het project, na het verschijnen van het album, een stille dood. Ondertussen scoorde Hans de Booij een grote hit met Annabel, een nummer dat was blijven liggen bij de opnames van Van een afstand.
De Groot had intussen, in de Verenigde Staten, gewerkt aan teksten voor zijn nieuwe project, waarvoor hij zich liet inspireren door de futuristische wereld van Blade Runner. In 1984 verscheen de plaat Maalstroom, die een heel ander, killer, geluid liet horen dan men van De Groot gewend was. Alle nummers waren van zijn hand, op Vlucht in de werkelijkheid na, waarvan de tekst van de hand van Nijgh was en Code waarvan de muziek van Henny Vrienten kwam. De Groot had de plaat zelf geproduceerd en gearrangeerd. De plaat maakte weinig indruk en bleef halverwege de hitlijsten hangen.
Na het mislukken van het Maalstroom-project liet De Groot de popmuziek achter zich. Hij ging literaire thrillers en detectives vertalen, onder andere een aantal boeken van Stephen King en Scott Turow en stelde voor de IKON een televisieserie samen over verschillende stromingen in de Nederlandse popmuziek. Ook ging hij samenwerken met Pim de la Parra, met wie hij op de filmacademie gezeten had, waarvoor hij enkele filmsoundtracks produceerde en de hoofdrol speelde in diens film Let the music dance. Daarnaast schreef hij de muziek van twee films van Paul Ruven en produceerde hij platen van The Shooting Party, Bram Vermeulen, Stef Bos en Rowwen Hèze.
In 1991 ging hij een nieuwe muzikale uitdaging aan, toen hij gevraagd werd om de rol van Anton Tsjechov op zich te nemen in de musical Tsjechov van Robert Long en Dimitri Frenkel Frank. In 1992 verscheen een opname van de musical op cd. Tot 1993 stond De Groot in de theaters met Tsjechov. In 1993 had De Groot in het huis van Nijgh een ontmoeting met diens ex-vrouw Anja Bak. De twee kregen een relatie en trouwden in 1995. Datzelfde jaar werd hij gevraagd voor de rol van Otto Frank in een toneelbewerking van het dagboek van Anne Frank.

### Hernieuwde belangstelling (1996-2001)
Begin jaren '90 herstelden Nijgh en De Groot hun vriendschap. Ondertussen werd het oude materiaal van De Groot herontdekt door een jongere generatie. Deejay Jan Douwe Kroeske nam hierop het initiatief om in 1994 een tributealbum uit te geven, waarop diverse artiesten nummers van De Groot speelden. Het animo voor de plaat was overweldigend en artiesten en bands als The Scene, Arno, Tröckener Kecks, Bettie Serveert, Daryll-Ann, Rowwen Hèze, dEUS, Hallo Venray, De Dijk en de Nits namen een nummer op van De Groot. Aan het eind van het album stond een verborgen nummer, dat van de hand van De Groot zelf was: Een wonderkind van 50. Het nummer was een hernieuwde samenwerking tussen De Groot en Nijgh en bleek een voorproefje te zijn voor een nieuw album. In 1995 produceerde De Groot de cd Manen kweken van zijn zoon Marcel.
In 1996 verscheen De Groots nieuwe plaat onder de titel Een nieuwe herfst. De teksten waren voornamelijk van Nijgh, maar er waren ook teksten van Ruud Engelander, Herman Pieter de Boer en Harm Schepers. Op de plaat staan naast een serie nieuwe nummers ook nummers die hij voor anderen geschreven had; dit mede doordat de tekstschrijvers niet aan de vraag voor nieuwe teksten konden voldoen. Zo staan op dit album Kijken hoe het morgen wordt en Avond, die eerder werden opgenomen door De Nijs en Annabel en Vrolijke violen, die eerder werden opgenomen door Hans de Booij. Ook maakte De Groot gebruik van oude teksten van Nijgh aangezien deze slechts met moeite aan nieuwe teksten toekwam.
De plaat werd opgenomen met onder anderen Ernst Jansz, Jan Hendriks en Jan de Hont en werd gearrangeerd en geproduceerd door Jakob Klaasse. Het orkestrale geluid van de plaat deed weer denken aan het oude werk van De Groot en de plaat werd bekroond met een gouden plaat. Hetzelfde jaar deed De Groot een serie optredens met het Metropole Orkest onder leiding van Dick Bakker. Hij speelde hier een aantal van zijn hits en liet zich daarbij bijstaan door collega's als Jan Rot, Fay Lovsky, dochter Caya, Elly Nieman en Hans Hollestelle. Ook deed Ernst Jansz mee.
Hetzelfde jaar was De Groot de eregast tijdens Nekka-Nacht van de Flanders Expo in Gent, waarbij diverse artiesten een hommage aan hem brachten. Ook verscheen er een oeuvrebox onder de titel Wonderkind aan het Strand, waarvan een dubbel-cd-versie, met een verzameling succesnummers en een 4 cd-boxversie, met daarop divers bonusmateriaal als de Engelstalige singles en een bijgevoegd boek, uitkwamen. Ook besteedde de NCRV in het programma Classic albums aandacht aan het album Voor de overlevenden, waarop de plaat in geremixte versie werd uitgegeven. Later volgde ook Picknick.
Hierop ging De Groot op tour met de band waarmee hij het album had opgenomen. De tour duurde al met al zo'n twee jaar en voerde De Groot langs de meeste grote concertzalen in Nederland en België. Aan het eind van de tour werd er een live dubbelalbum uitgebracht onder de titel Een hele tour waarop zowel het concert met het Metropole Orkest in de Amsterdamse Paradiso, als een bandconcert in de Gentse Vooruit stonden.
In 1997 kwam de single Avond uit. Deze single wordt gezien als de grootste hit van Boudewijn de Groot. In 2005 kwam het lied, na een oproep van Radio 2 diskjockeys om eens op een ander nummer dan het tot dan toe heersende Bohemian Rhapsody van Queen te stemmen, voor het eerst op nummer 1 in de Nederlandse Top 2000.
In 1998 werd De Groot beloond met een Edison voor zijn totale oeuvre en in 1999 werd hij, samen met Nijgh, benoemd tot ridder in de Orde van de Nederlandse Leeuw. In 2000 kreeg hij, als eerste artiest, de Radio 2 Zendtijdprijs toegekend. Tijdens het eraan verbonden Gala van het Nederlandse Lied bracht een keur van artiesten, waaronder Acda en De Munnik, Gé Reinders en De Nijs, een ode aan De Groots oeuvre in Schouwburg Orpheus. Tevens verscheen er een dvd met opnames van Hele tour onder de titel Tour. Hierna ging De Groot terug de theaters in, waar hij zijn rol van Tsjechov herhaalde. In 2001 speelde hij de rol van verteller in de musical Rocky over the Rainbow, die mede is geschreven door De Groots zoon Jim.
In 2001 speelde De Groot een gastrol als Peter de Wit in een aflevering van de televisieserie Baantjer: De Cock met hulp van buitenaf.

### Na het overlijden van Lennaert Nijgh (2002-2015)

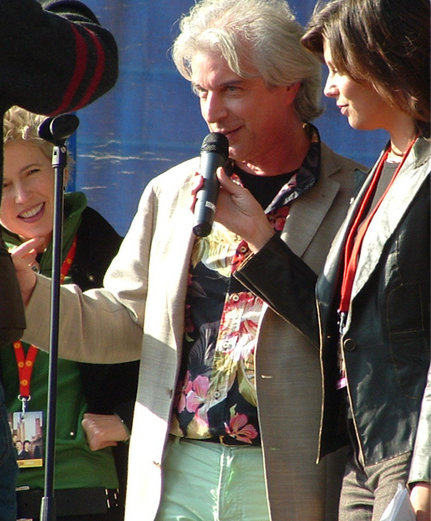
De Groot op Flikkendag 2004 met Andrea Croonenberghs en Evy Gruyaert.

In 2002 ging De Groot opnieuw met eigen werk op tournee. De band bestond voor het grootste gedeelte uit dezelfde muzikanten, met enkele kleine veranderingen. Zo werd Jakob Klaasse vervangen door Åke Danielson en de bassist Peter van Straten door Lené te Voortwis. De tour kreeg de naam Andere tijden mee. Voor het eerst in zes jaar werd er nieuw materiaal uitgeprobeerd, waaronder een aantal nummers die De Groot eerder schreef voor De Nijs en enkele teksten van Freek de Jonge. Een voorproefje werd gegeven met de mini-cd Andere tour, waarop de eerste resultaten te horen waren. Ondertussen werkte De Groot aan een album, dat enkel teksten van Nijgh zou bevatten. Deze bleek grote moeite te hebben om met nieuwe teksten op de proppen te komen. Eind dat jaar, op 28 november 2002, overleed Nijgh op 57-jarige leeftijd na een kort ziekbed. In 2003 hield De Groot een korte tour met het Limburgs Symfonie Orkest.
In 2004 verscheen dan toch het nieuwe album, onder de titel Het eiland in de verte. De Groot mocht voor het album gebruikmaken van de archieven van Nijgh en had, kort voor diens dood, een aantal nieuwe teksten van hem gekregen. Andere teksten waren van de hand van Freek de Jonge, Jan Rot en Marcel Verreck.
Datzelfde jaar vierde De Groot zijn tiende studioalbum, zijn 40-jarig artiestenjubileum en zijn 60e verjaardag. Dit vierde hij met een concertreeks onder de titel Eeuwige jeugd. De band had dezelfde samenstelling als de Andere Tijden-tour. Op 11 juli 2004 werd De Groot gelauwerd tijdens het slotconcert van de Vlaamse feestdag in Brussel, waarbij diverse Vlaamse artiesten een nummer van De Groot ten gehore brachten. Eind van het jaar trad hij wederom op met het Metropole Orkest (in theater Carré). Dat concert werd live uitgezonden op Radio 2. Ook kreeg hij een rol in het zesde seizoen van de VRT-serie Flikken, waarin hij de Nederlandse rechercheur Robert Nieuwman speelde. Dat jaar eindigde hij ook op nr. 82 tijdens de verkiezing van De grootste Nederlander.
In 2004 jaar speelde hij een gastrol in de VPRO televisieserie De Troubabroers. Op 27 november 2005 bracht De Groot in De Philharmonie in Haarlem een zes uur durende hommage aan Nijgh, door alle 76 liedjes die ze samen gemaakt hadden in chronologische volgorde te spelen. Datzelfde jaar werd de dvd van de Eeuwige Jeugd jubileumtour uitgebracht en een cd/dvd van een optreden uit 2003 in de Ancienne Belgique in Brussel onder de titel Een avond in Brussel live. In 2006 ondernam De Groot opnieuw een tour met het Limburgs Symfonie Orkest en was hij een van de zangers op de Soundtrack van de Nacht van Vrienten, waarvoor hij het nummer Het jagen voorbij inbracht.
In 2006 werd het idee geboren om weer een "kleine" plaat te maken, met de band, zonder verdere orkestratie. Deze plaat werd opgenomen in Nederland en afgemixt in Nashville. De teksten op de plaat zijn afkomstig van De Groot zelf, Nijgh, Jack Poels, Freek de Jonge en Willem Wilmink. Op 19 januari 2007 werd de cd uitgebracht onder de titel Lage Landen. De plaat kwam op 3 februari op 1 binnen in de albumlijsten, iets wat niet meer gebeurd was sinds Hoe sterk is de eenzame fietser. Op 26 maart 2007 kreeg hij een gouden plaat bij de latenight-talkshow Pauw & Witteman. Na de plaat volgde een concertreeks waarvan de TROS op 27 oktober een registratie uitzond en de dvd Lage Landen: Tour 2007 verscheen.
Op 3 oktober maakte De Groot bekend dat hij een sabbatical zou nemen in 2008, om tot rust te komen van het vele toeren. In september 2009 verscheen een 12 cd-box onder de titel Boudewijn de Groot – Complete studioalbums & curiosa. In datzelfde jaar startte de tour 'Wilde Jaren', die liep tot het begin van 2010. De band kreeg een vernieuwde samenstelling:
- Boudewijn de Groot: gitaar, mondharmonica en piano
- Ernst Jansz: piano, mondharmonica, accordeon, xylofoon, percussie en viool
- Jan Hendriks: elektrische en akoestische gitaar
- Bert Embrechts: basgitaar
- Åke Danielson: synthesizer, accordeon
- Monique Lansdorp: viool, mandoline

In 2010/2011 maakte Boudewijn samen met zijn oudste zoon Marcel een theatertour, getiteld 'Waar Gebeurd'.

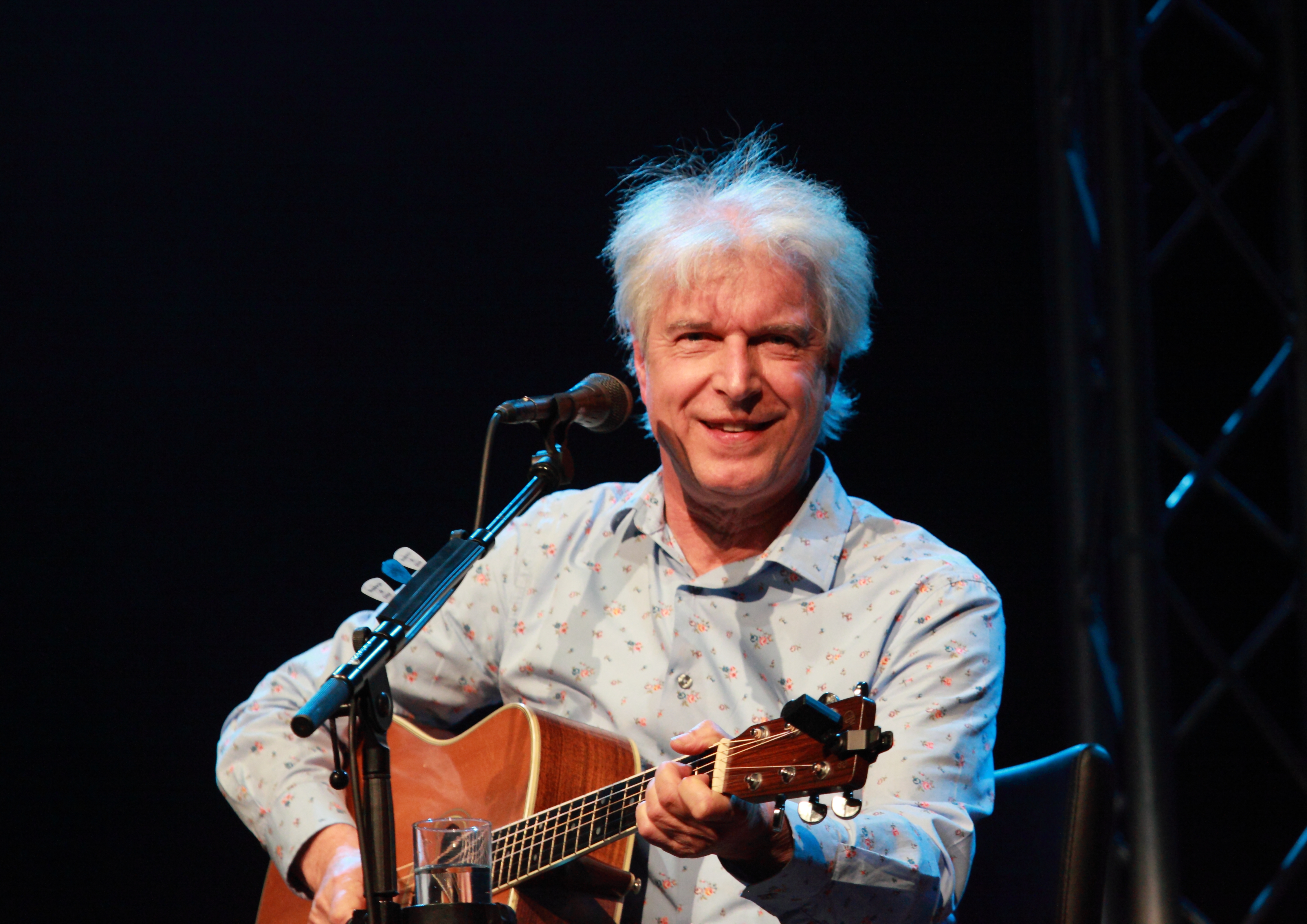
De Groot in 2013

In het seizoen 2012/2013 kondigde Boudewijn zijn laatste grote tournee aan, getiteld Vaarwel, misschien tot ziens. "Muziek zal er altijd zijn, zingen zal ik blijven doen tot het niet meer kan. Dus vaarwel, maar we zien elkaar hopelijk nog weleens terug, u en ik," schreef Boudewijn in het programmaboekje voor de tour. Een nieuw album werd daarbij niet uitgesloten. Wegens groot succes werd de tour in het seizoen 2013-2014 verlengd, met als allerlaatste datum 14 mei 2014. Op die dag speelde Boudewijn in de Philharmonie in zijn thuisstad Haarlem, op de dag af 50 jaar na zijn eerste plaatopname, op 14 mei 1964 in de Phonogram-studio's in Hilversum. De band bestond uit Boudewijn de Groot, die de zang en akoestische gitaar voor zijn rekening nam, Ernst Jansz of Nick Bult, die elkaar achter de vleugel per tourdeel afwisselden, Jan Hendriks of Marcel de Groot, die elkaar ook per tourdeel als gitarist afwisselden, Monique Lansdorp als violiste, Bert Embrechts als basgitarist en Åke Danielson als toetsenist.
In 2015 werd aan hem de Buma Lifetime Achievement Award toegekend.
Op 17 april 2015 verscheen het album Achter glas, dat op 25 april binnenkwam op nummer 1 in de Album Top 100. In juni 2015 kondigde De Groot een korte tournee aan, getiteld Achter Glas, na de positieve reacties van fans op de site van De Groot. Het repertoire van de tournee, die liep van januari tot eind mei 2016, bestond uit de nummers van de nieuwe plaat, aangevuld met onbekendere nummers uit het oude repertoire. De zanger werd bijgestaan door drie muzikanten.

### Vreemde Kostgangers (2016-2022)

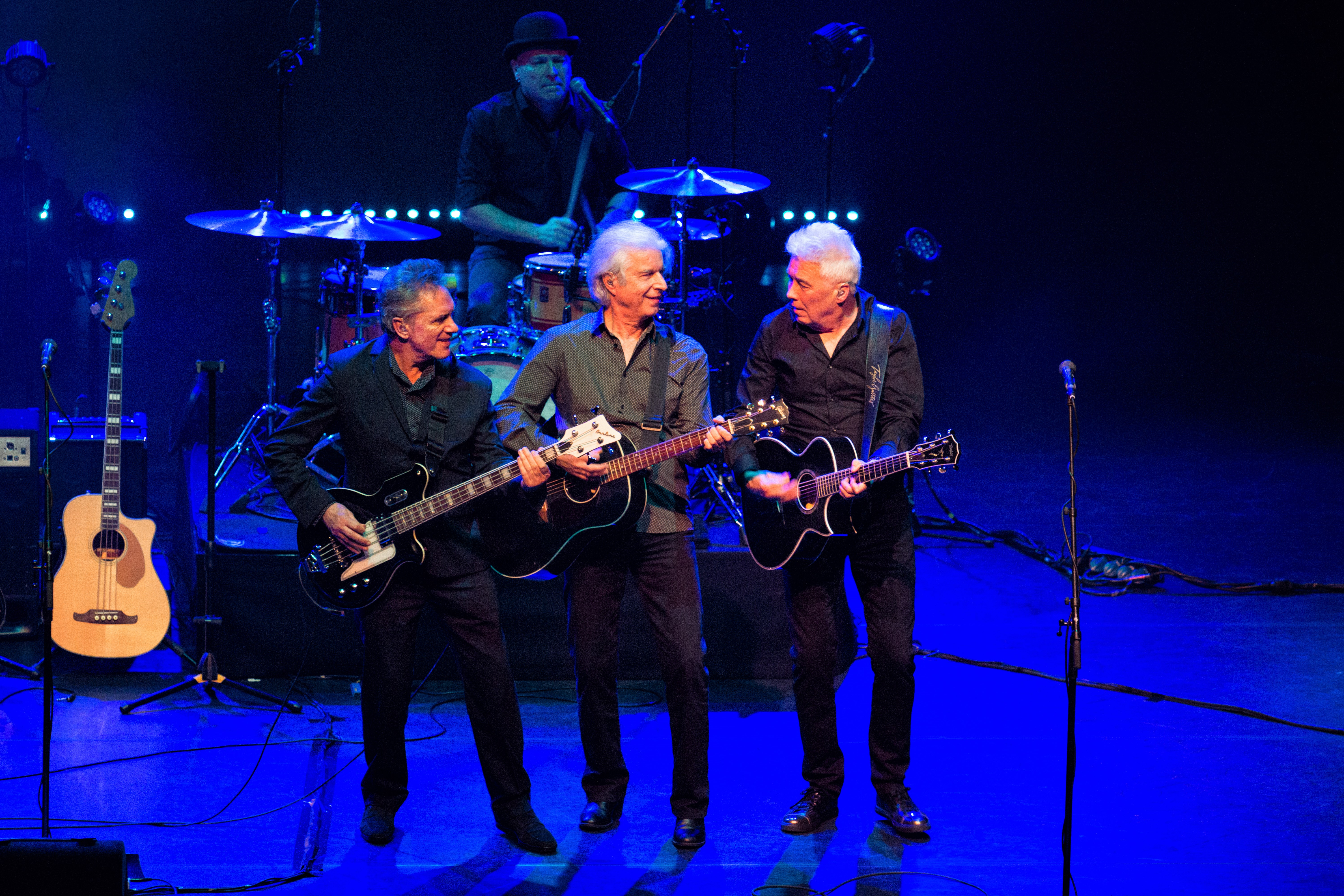
Vrienten, Kooymans en De Groot

Sinds 2016 speelde Boudewijn de Groot niet meer solo, maar trad hij op met Henny Vrienten en George Kooymans als de band Vreemde Kostgangers. In die naam zijn de eerste letters van deze 3 muzikanten verwerkt. Na afloop van de tournee verscheen in februari 2017 van het trio het eerste album, Vreemde kostgangers, waarna aan het einde van het jaar Nachtwerk volgde.
In november 2018 kwam De Groot weer met een eigen album; Even weg was opgenomen met tribute-band The Dutch Eagles in de stijl van de westkust-pop uit de jaren '70.
De Rotterdamse bietband The Kik speelde twee klassieke albums van De Groot in 2018 en 2019 met een groot orkest en bracht ook een dubbel-live-album uit Voor de overlevenden/Picknick.
Op 6 februari 2020 kondigde De Groot zijn definitieve afscheid van het podium aan tijdens een gesprek in De Wereld Draait Door. Het was tevens zijn laatste tv-opname. Met zijn witte Homestead gitaar speelde hij het nummer Scheiding. De tournee met de Vreemde Kostgangers in het voorjaar van 2020 zou dus zijn laatste zijn maar werd afgebroken vanwege de coronacrisis. Op 23 april 2021 maakte hij bekend dat hij stopt met optredens. Eind december van hetzelfde jaar ontving De Groot, tijdens het radioprogramma Arbeidsvitaminen, de NPO Radio 5 Evergreen Award.
In november 2022 kwam het album Windveren uit, dat werd geproduceerd door Gordon Groothedde. Muzikaal werd hij bijgestaan door The Kik en George Kooymans. Bovendien is er een teruggevonden tekst van Lennaert Nijgh gebruikt. Het album werd voorafgegaan door de single Aarde. 
In maart 2023 volgde nog een laatste album van de Vreemde Kostgangers, onder de titel Mist; in februari kwam het nummer Luie liefde als voorproefje uit.

### Lennaert Nijgh Prijs
Boudewijn de Groot is in 2025 de winnaar van de Lennaert Nijgh Prijs geworden. Hij ontving de prijs 02 juni 2025 in Internationaal Theater Amsterdam (ITA) tijdens het jaarlijkse Buma Awards Gala. Hij kreeg de oeuvreprijs voor beste tekstdichter.

## Liveband 2012/2013
- Boudewijn de Groot - zang en akoestische gitaar
- Ernst Jansz - zang en piano
- Åke Danielson - toetsen
- Jan Hendriks - gitaar
- Monique Lansdorp - viool
- Bert Embrechts - basgitaar

## Discografie

### Studioalbums
| Album met eventuele hitnotering(en) in de Nederlandse Album Top 100 | Datum van verschijnen | Datum van binnenkomst | Hoogste positie | Aantal weken | Opmerkingen                                                         |
| ------------------------------------------------------------------- | --------------------- | --------------------- | --------------- | ------------ | ------------------------------------------------------------------- |
| Boudewijn de Groot (ep)                                             | 1964                  | -                     |                 |              |                                                                     |
| Boudewijn de Groot                                                  | februari 1966         | -                     |                 |              | In 1970 heruitgegeven als Apocalyps                                 |
| Voor de overlevenden                                                | 10 november 1966      | -                     |                 |              | Platina                                                             |
| Picknick                                                            | 22 januari 1968       | -                     |                 |              | Goud                                                                |
| Nacht en ontij                                                      | 27 februari 1969      | -                     |                 |              |                                                                     |
| Hoe sterk is de eenzame fietser                                     | 10 september 1973     | 29 september 1973     | 1(1wk)          | 19           | Platina                                                             |
| Waar ik woon en wie ik ben                                          | september 1975        | 13 september 1975     | 16              | 8            |                                                                     |
| Van een afstand                                                     | april 1980            | 19 april 1980         | 7               | 16           | Goud                                                                |
| Maalstroom                                                          | april 1984            | 28 april 1984         | 22              | 8            |                                                                     |
| Een nieuwe herfst                                                   | 3 juni 1996           | 8 juni 1996           | 16              | 39           | Goud                                                                |
| Het eiland in de verte                                              | 20 februari 2004      | 28 februari 2004      | 2               | 52           | Platina                                                             |
| Lage landen                                                         | 19 januari 2007       | 27 januari 2007       | 1(1wk)          | 24           | Goud                                                                |
| Achter glas                                                         | 20 april 2015         | 25 april 2015         | 1(2wk)          | 33           | Goud                                                                |
| Vreemde Kostgangers                                                 | 24 februari 2017      | 4 maart 2017          | 1(1wk)          | 16           | met George Kooymans en Henny Vrienten als Vreemde Kostgangers; Goud |
| Nachtwerk                                                           | 24 november 2017      | 2 december 2017       | 9               | 20           | Tweede album van de Vreemde Kostgangers                             |
| Even weg                                                            | 16 november 2018      | 24 november 2018      | 6               | 7            | met The Dutch Eagles                                                |
| Windveren                                                           | 4 november 2022       | 12 november 2022      | 4               | 1*           |                                                                     |
| Mist                                                                | 17 maart 2023         | 25 maart 2023         | 3               | 5*           | Derde album van de Vreemde Kostgangers                              |

### Livealbums
| Album met eventuele hitnotering(en) in de Nederlandse Album Top 100 | Datum van verschijnen | Datum van binnenkomst | Hoogste positie | Aantal weken | Opmerkingen |
| ------------------------------------------------------------------- | --------------------- | --------------------- | --------------- | ------------ | ----------- |
| Concert                                                             | januari 1982          | 13 februari 1982      | 20              | 12           |             |
| Een hele tour                                                       | oktober 1997          | 8 november 1997       | 15              | 21           | Goud        |
| Lage landen tour 2007                                               | 12 oktober 2007       | 20 oktober 2007       | 45              | 7            |             |

### Verzamelalbums
| Album met eventuele hitnotering(en) in de Nederlandse Album Top 100 | Datum van verschijnen | Datum van binnenkomst | Hoogste positie | Aantal weken | Opmerkingen |
| ------------------------------------------------------------------- | --------------------- | --------------------- | --------------- | ------------ | ----------- |
| Vijf jaar hits                                                      | oktober 1969          | 11 september 1971     | 13              | 18           | Platina     |
| Dubbel, twee                                                        | juni 1973             | 23 juni 1973          | 7               | 18           |             |
| Het beste van Boudewijn                                             | 1977                  | 23 april 1977         | 8               | 20           |             |
| Voor vrienden van vroeger                                           | 1987                  | 12 september 1987     | 52              | 5            |             |
| Het beste van Boudewijn de Groot                                    | 1990                  | 29 september 1990     | 28              | 24           | Goud        |
| Wonderkind aan het strand (30 jaar)                                 | 1996                  | 14 december 1996      | 21              | 40           | Goud        |
| Complete studio albums & Curiosa                                    | 13 november 2009      | 21 november 2009      | 15              | 14           | Box-set     |
| Toen & nu - De 40 mooiste liedjes van uw keuze                      | 2012                  | 5 januari 2013        | 50              | 5            |             |
| Collected                                                           | 16 september 2016     | 24 september 2016     | 5               | 3*           |             |
| The golden years of Dutch pop music                                 | 16 november 2018      |                       |                 |              |             |

### Albums in België
| Album met hitnotering(en) in de Vlaamse Ultratop 200 albums | Datum van verschijnen | Datum van binnenkomst | Hoogste positie | Aantal weken | Opmerkingen                           |
| ----------------------------------------------------------- | --------------------- | --------------------- | --------------- | ------------ | ------------------------------------- |
| Een nieuwe herfst                                           | 1996                  | 22 juni 1996          | 21              | 8            |                                       |
| Het beste van Boudewijn de Groot                            | 1990                  | 24 mei 2003           | 38              | 3            | Verzamelalbum                         |
| Het eiland in de verte                                      | 2004                  | 28 februari 2004      | 8               | 24           |                                       |
| Een avond in Brussel - Ancienne Belgique                    | 2007                  | 24 december 2005      | 84              | 3            |                                       |
| Lage landen                                                 | 2007                  | 10 februari 2007      | 16              | 19           |                                       |
| Back to back                                                | 29 oktober 2010       | 6 november 2010       | 11              | 18           | met Wim De Craene / Goud              |
| Achter glas                                                 | 20 april 2015         | 25 april 2015         | 2               | 45           |                                       |
| Collected 1964-2016                                         | 20 september 2016     | 24 september 2016     | 59              | 15           |                                       |
| Compleet                                                    | 17 november 2016      | 26 november 2016      | 128             | 1            |                                       |
| Vreemde kostgangers                                         | 27 februari 2017      | 4 maart 2017          | 13              | 19           | met Henny Vrienten en George Kooymans |
| Nachtwerk                                                   | 22 november 2017      | 2 december 2017       | 46              | 17           | met Henny Vrienten en George Kooymans |
| Even weg                                                    | 15 november 2018      | 24 november 2018      | 28              | 6*           | met The Dutch Eagles                  |
| The golden years of Dutch pop music                         | 2018                  | 2 december 2018       | 200             | 1            |                                       |
| Windveren                                                   | 4 november 2022       | 12 november 2022      | 5               | 1*           |                                       |

### Singles
| Single met eventuele hitnotering(en) in de Nederlandse Top 40   | Datum van verschijnen | Datum van binnenkomst | Hoogste positie | Aantal weken | Opmerkingen                            |
| --------------------------------------------------------------- | --------------------- | --------------------- | --------------- | ------------ | -------------------------------------- |
| Strand / Referein voor ....                                     | 1964                  | -                     |                 |              |                                        |
| Élégie prénatale / Sexuele voorlichting                         | 1964                  | -                     |                 |              |                                        |
| Noordzee / Apocalyps                                            | 1965                  | -                     |                 |              |                                        |
| Een meisje van 16 / De eeuwige soldaat                          | 1965                  | 30 oktober 1965       | 35              | 1            |                                        |
| Een meisje van 16 / De eeuwige soldaat                          | 1965                  | 27 november 1965      | 23              | 12           |                                        |
| Welterusten mijnheer de president / Vrijgezel                   | 1966                  | 9 april 1966          | 9               | 12           | #9 in de Parool Top 20                 |
| Ken je dat land / Vrienden van vroeger                          | 1966                  |                       |                 |              |                                        |
| Het Land van Maas en Waal / Testament                           | 1967                  | 14 januari 1967       | 1(3wk)          | 18           | Goud/#2 in de Parool Top 20            |
| Onder ons / Verdronken vlinder                                  | 1967                  | 15 april 1967         | 11              | 10           | #11 in de Parool Top 20                |
| Picknick/ Ballade van de vriendinnen voor een nacht             | 1967                  | 23 september 1967     | 25              | 4            |                                        |
| Prikkebeen / Eva                                                | 1968                  | 9 maart 1968          | 9               | 10           | met Elly Nieman/#8 in de Parool Top 20 |
| Waterdrager / Als de rook om je hoofd is verdwenen              | 1968                  | 24 augustus 1968      | 36              | 2            |                                        |
| Verdronken vlinder / Beneden alle peil                          | 1969                  | 19 september 1970     | tip12           | -            | heruitgave                             |
| De nachtwacht / Aan het einde                                   | 1970                  | 16 januari 1971       | tip20           | -            |                                        |
| Als de rook om je hoofd is verdwenen / Wie kan me nog vertellen | 1972                  | 17 juni 1972          | 24              | 4            | heruitgave/#7 in de Daverende 30       |
| Jimmy / Onderweg                                                | 1973                  | 20 oktober 1973       | 6               | 11           | #7 in de Single Top 100 / Alarmschijf  |
| Tante Julia / Ik druk mijn snor                                 | 1974                  | 2 februari 1974       | tip7            | -            | met Nico Haak                          |
| Ik ben ik / Buiten                                              | 1974                  | 26 oktober 1974       | 21              | 4            | #27 in de Nationale Hitparade          |
| Kinderballade / De dominee van Amersfoort                       | 1977                  | 30 april 1977         | tip9            | -            |                                        |
| Een tip van de sluier / De zwemmer                              | 1980                  | -                     |                 |              |                                        |
| Calypso / Vertrek                                               | 1982                  | -                     |                 |              |                                        |
| Nooit meer terug / Nooit meer terug (concertversie)             | 1984                  | -                     |                 |              |                                        |
| Een wonderkind van 50 / Als jij niet van me houdt               | 1996                  | -                     |                 |              |                                        |
| Avond                                                           | 1997                  | 15 maart 1997         | tip5            | -            | #56 in de Mega Top 100                 |
| Naast jou / Als het bericht slecht is...                        | oktober 1997          | -                     |                 |              | met Jan Rot                            |
| Avond                                                           | 1997                  | 24 december 2005      | tip4            | -            |                                        |
| Hoe moet ik het de stad vertellen / Eeuwige jeugd               | 2004                  | 11 december 2004      |                 |              | #93 in de Single Top 100               |
| Lage landen / Lange Landen (albumversie)                        | 19 januari 2007       | 27 januari 2007       |                 |              | #82 in de Single Top 100               |
| Witte muur                                                      | 27 maart 2015         | -                     |                 |              |                                        |
| Geen uitzicht                                                   | 2015                  |                       |                 |              |                                        |
| Aarde                                                           | 2022                  |                       |                 |              |                                        |

| Single met hitnotering(en) in de Vlaamse Ultratop 50 | Datum van verschijnen | Datum van binnenkomst | Hoogste positie | Aantal weken | Opmerkingen |
| ---------------------------------------------------- | --------------------- | --------------------- | --------------- | ------------ | ----------- |
| Jimmy                                                | 1973                  | 1 december 1973       | 9               | 7            |             |
| Witte muur                                           | 2015                  | 11 april 2015         | tip14*          | -            |             |

### NPO Radio 2 Top 2000
| Nummers met noteringen in de NPO Radio 2 Top 2000 | '99  | '00  | '01 | '02  | '03  | '04  | '05  | '06  | '07  | '08  | '09  | '10  | '11  | '12  | '13  | '14  | '15  | '16  | '17  | '18  | '19  | '20  | '21  | '22  | '23  | '24  |
| ------------------------------------------------- | ---- | ---- | --- | ---- | ---- | ---- | ---- | ---- | ---- | ---- | ---- | ---- | ---- | ---- | ---- | ---- | ---- | ---- | ---- | ---- | ---- | ---- | ---- | ---- | ---- | ---- |
| Als de rook om je hoofd is verdwenen              | -    | 693  | 439 | 677  | 552  | 637  | 575  | 610  | 603  | 585  | 864  | 939  | 1721 | 984  | 1274 | 1432 | 1792 | 1610 | 1857 | 1690 | 1582 | 1804 | 1589 | 1759 | -    | 1845 |
| Avond                                             | 428  | 121  | 41  | 25   | 8    | 5    | 1    | 2    | 2    | 3    | 3    | 3    | 4    | 5    | 5    | 5    | 7    | 6    | 9    | 10   | 6    | 7    | 10   | 8    | 8    | 8    |
| De nachtwacht                                     | -    | 1826 | -   | -    | -    | -    | -    | -    | -    | -    | -    | -    | -    | -    | -    | -    | -    | -    | -    | -    | -    | -    | -    | -    | -    | -    |
| De vondeling van Ameland                          | ×    | ×    | ×   | ×    | ×    | -    | -    | 55   | 22   | 117  | 55   | 61   | 110  | 149  | 181  | 223  | 286  | 342  | 371  | 427  | 389  | 461  | 476  | 489  | 526  | 491  |
| Een meisje van 16                                 | 371  | 333  | 478 | 316  | 310  | 333  | 346  | 413  | 480  | 372  | 705  | 714  | 858  | 733  | 980  | 1380 | 1767 | 1578 | 1789 | 1610 | 1500 | 1669 | 1674 | 1661 | 1790 | 1863 |
| Een tip van de sluier                             | -    | 843  | 612 | 891  | 555  | 636  | 558  | 619  | 817  | 636  | 1070 | 1324 | 1511 | 1484 | 1660 | 1884 | 1455 | -    | -    | -    | -    | -    | -    | -    | -    | -    |
| Een wonderkind van 50                             | 1151 | 708  | 864 | 779  | 599  | 692  | 495  | 672  | 859  | 658  | 1389 | 1569 | 1655 | 1624 | 1791 | -    | -    | -    | -    | -    | -    | -    | -    | -    | -    | -    |
| Het Land van Maas en Waal                         | 277  | 313  | 370 | 232  | 292  | 176  | 176  | 254  | 269  | 220  | 498  | 518  | 582  | 845  | 855  | 1108 | 1219 | 1121 | 1277 | 1042 | 934  | 1148 | 1059 | 1200 | 1201 | 1311 |
| Ik ben ik                                         | -    | 1969 | -   | 1663 | 1591 | 1466 | 1274 | 1573 | 1706 | 1573 | -    | -    | -    | -    | -    | -    | -    | -    | -    | -    | -    | -    | -    | -    | -    | -    |
| Jimmy                                             | 166  | 167  | 138 | 116  | 141  | 168  | 163  | 218  | 260  | 179  | 375  | 449  | 506  | 543  | 541  | 724  | 696  | 618  | 721  | 675  | 638  | 697  | 674  | 658  | 745  | 731  |
| Kinderballade                                     | -    | 860  | -   | 835  | 1203 | 1071 | 1096 | 962  | 1012 | 1046 | 1533 | 1376 | 1944 | 1710 | 1698 | -    | -    | -    | -    | -    | -    | -    | -    | -    | -    | -    |
| Picknick                                          | -    | -    | -   | -    | -    | -    | 1713 | -    | -    | -    | -    | -    | -    | -    | -    | -    | -    | -    | -    | -    | -    | -    | -    | -    | -    | -    |
| Prikkebeen (met Elly Zuiderveld-Nieman)           | 585  | 328  | 413 | 262  | 336  | 318  | 386  | 519  | 488  | 415  | 679  | 798  | 880  | 1139 | 1066 | 1309 | 1496 | 1444 | 1630 | 1755 | 1545 | 1746 | 1876 | 1750 | 1926 | 1779 |
| Tante Julia                                       | -    | 1503 | -   | -    | 1766 | 1271 | 1191 | 1488 | 1497 | 1516 | -    | -    | -    | -    | -    | -    | -    | -    | -    | -    | -    | -    | -    | -    | -    | -    |
| Testament                                         | 40   | 41   | 51  | 31   | 31   | 31   | 31   | 42   | 54   | 39   | 86   | 92   | 130  | 170  | 202  | 211  | 249  | 247  | 277  | 256  | 197  | 268  | 265  | 265  | 323  | 345  |
| Verdronken vlinder                                | 102  | 95   | 95  | 72   | 47   | 65   | 51   | 62   | 63   | 55   | 105  | 109  | 153  | 238  | 232  | 251  | 298  | 300  | 360  | 398  | 262  | 377  | 341  | 368  | 418  | 395  |
| Welterusten mijnheer de president                 | 114  | 126  | 71  | 91   | 70   | 68   | 85   | 80   | 96   | 78   | 160  | 194  | 219  | 457  | 362  | 460  | 421  | 400  | 474  | 485  | 490  | 549  | 644  | 435  | 549  | 531  |

1. ↑  Een '-' betekent dat het nummer niet was genoteerd, een '×' betekent dat het nummer nog niet was uitgebracht en een vetgedrukt getal geeft de hoogste notering van een nummer aan.

### Dvd's
| Dvd's met hitnoteringen in de Nederlandse Music Top 30 | Datum van verschijnen | Datum van binnenkomst | Hoogste positie | Aantal weken | Opmerkingen |
| ------------------------------------------------------ | --------------------- | --------------------- | --------------- | ------------ | ----------- |
| Tour                                                   | 2004                  | 14 augustus 2004      | 19              | 1            |             |
| Eeuwige jeugd - jubileumtour                           | 2005                  | 9 april 2005          | 1(1wk)          | 27           |             |
| Lage landen tour 2007                                  | 2007                  | 27 oktober 2007       | 2               | 9            |             |
| Wat geweest is, is geweest                             | 2010                  | 24 april 2010         | 6               | 24           |             |

### Bestseller 60
| Boeken met noteringen in de Nederlandse Bestseller 60 | Jaar van verschijnen | Datum van binnenkomst | Hoogste positie | Aantal weken | Opmerkingen                                            |
| ----------------------------------------------------- | -------------------- | --------------------- | --------------- | ------------ | ------------------------------------------------------ |
| Soms als ik een vlinder zie + CD                      | 2022                 | 6 oktober 2022        | 19              | 1            | in samenwerking met Jaco van der Steen en Mark Janssen |
| Soms als ik een vlinder zie                           | 2022                 | 6 oktober 2022        | 31              | 2            | in samenwerking met Jaco van der Steen en Mark Janssen |
| Windveren + CD                                        | 2022                 | 4 november 2022       | 47              | 2            | in samenwerking met Robert Haagsma                     |
| Boudewijn de Groot oeuvreboek                         | 2023                 | 20 september 2023     | 11              | 1*           | in samenwerking met Peter Voskuil                      |